# الشريف الجرجاني
الشريف الجُرجاني (740- 816 هـ / 1339 -1413 م) هو علي بن محمد بن علي الشريف الحسني الجرجاني المعروف بسيد مير شريف، فلكي وفقيه وفيلسوف ولغوي. عاش في أواخر القرن الثامن الهجري وأوائل القرن التاسع الهجري (الرابع عشر الميلادي - الخامس عشر الميلادي).
ولد الجرجاني في جرجان عام 740 هـ / 1339م، وقد تلقى العلم على شيوخ العربية، واهتم اهتماما خاصا بتصنيف العلوم، وكذلك بعلم الفلك، وكان من أهم العلماء الذين تأثر بهم في علم الفلك الجغميني وقطب الدين الشيرازي والطوسي، وقد تناول رسائل هؤلاء العلماء بالشرح والتبسيط لإيمانه بأهمية هذه الرسائل ووجوب تداولها بين طلاب العلم. قدمه التفتازاني للشاه شجاع بن محمد بن مظفر فانتدبه للتدريس في شيراز عام 779هـ/1377م، وقد عاش معظم حياته في شيراز، وعندما استولى تيمورلنك على شيراز عام 789هـ /1387م انتقل الجرجاني إلى سمرقند وظل هناك حتى توفي تيمورلنك عام 807هـ/1404م فعاد إلى شيراز وتوفى بها عام 816 هـ / 1413م.

## المؤلفات
من المعروف أن للجرجاني أكثر من خمسين مؤلفا في علم الهيئة والفلك والفلسفة والفقه ولعل أهم هذه الكتب:
- كتاب التعريفات : عنوانه الحقيقي كما أثبته محقق الكتاب عبد المولى هاجل هو تعريفات العلوم وتحقيقات الرسوم، 1440هـ/ 2019[3] وهو معجم يتضمن تحديد معاني المصطلحات المستخدمة في الفنون والعلوم حتى عصره، وهذا المعجم من أوائل المعاجم الاصطلاحية في التراث العربي، وقد حدد فيه الجرجاني معاني المصطلحات تبعا لمستخدميها وتبعا للعلوم والفنون التي تستخدم فيها، وجعل تلك المصطلحات مرتبة ترتيبا أبجديا مستفيدا في ذلك من المعاجم اللغوية حتى يسهل التعامل معه لكافة طالبيه، وهذا المعجم من المعاجم الهامة التي لا نستطيع الاستغناء عنها إلى الآن، وقد أشاد به المستشرقون كافة لأهميته الدلالية والتاريخية. من مؤلفاته الأخرى:

- رسالة في تقسيم العلوم
- خطب العلوم
- شرح كتاب الجغميني في علم الهيئة[4]
- شرح الملخص في الهيئة للجغميني
- شرح التذكرة النصيرية وهي رسالة نصير الدين الطوسي
- وتحقيق الكليات
- متن مختصر مضبوط في علم النحو اسمه ( نحو مير )[5]

## روابط خارجية
- الشريف الجرجاني على موقع الموسوعة البريطانية (الإنجليزية)